# エッセンシャル・ボブ・ディラン
『エッセンシャル・ボブ・ディラン』 (The Essential Bob Dylan) は、2000年に米国コロムビア・レコードの「エッセンシャル・シリーズ」の1つとしてリリースされたボブ・ディランの2枚組CDベスト・アルバム。1963年の「風に吹かれて」から、アカデミー賞を受賞した1999年の「シングス・ハヴ・チェンジド」までの経歴の中から代表的な楽曲を収録している。
ビルボード200チャートで最高67位、全英アルバム・チャートで9位を記録した。RIAAよりプラチナ・ディスクに認定されている。
ツアーエディション（日本未発売）は、「ジョージ・ジャクソン（アコースティック・バージョン）」等収録のボーナスディスク付属仕様。オーストラリア・ニュー・ジーランド盤は収録曲が異なる。

## 収録曲
特記なき楽曲はボブ・ディラン作詞・作曲。

### Disc 1
1. 風に吹かれて - Blowin' in the Wind – 2:48
2. くよくよするなよ - Don't Think Twice, It's All Right – 3:39
3. 時代は変る - The Times They Are a-Changin' – 3:13
4. 悲しきベイブ - It Ain't Me Babe – 3:35
5. マギーズ・ファーム - Maggie's Farm – 3:54
6. イッツ・オール・オーバー・ナウ、ベイビー・ブルー - It's All Over Now, Baby Blue – 4:16
7. ミスター・タンブリン・マン - Mr. Tambourine Man – 5:28
8. サブタレニアン・ホームシック・ブルース - Subterranean Homesick Blues – 2:19
9. ライク・ア・ローリング・ストーン - Like a Rolling Stone – 6:09
10. 寂しき4番街 - Positively 4th Street – 3:55
11. 女の如く - Just Like a Woman – 4:52
12. 雨の日の女 - Rainy Day Women #12 & 35 – 4:36
13. 見張塔からずっと - All Along the Watchtower – 2:32
14. マイティ・クイン - Quinn the Eskimo (The Mighty Quinn) – 2:20
15. アイル・ビー・ユア・ベイビー・トゥナイト - I'll Be Your Baby Tonight – 2:39

### Disc 2
1. レイ・レディ・レイ - Lay, Lady, Lay – 3:18
2. イフ・ナット・フォー・ユー - If Not for You – 2:41
3. アイ・シャル・ビー・リリースト - I Shall Be Released – 3:04
4. どこにも行けない - You Ain't Goin' Nowhere – 2:46
5. 天国への扉 - Knockin' on Heaven's Door – 2:32
6. いつまでも若く - Forever Young – 4:58
7. ブルーにこんがらがって - Tangled Up in Blue – 5:43
8. 嵐からの隠れ場所 - Shelter from the Storm – 5:03
9. ハリケーン - Hurricane – 8:34
  - 作詞・作曲: ディラン、ジャック・レヴィ
10. ガッタ・サーヴ・サムバディ - Gotta Serve Somebody – 5:25
11. ジョーカーマン - Jokerman – 6:17
12. シルヴィオ - Silvio – 3:08
  - 作詞・作曲: ディラン、Hunter
13. エブリシング・イズ・ブロークン - Everything Is Broken – 3:14
14. ノット・ダーク・イェット - Not Dark Yet – 6:30
15. シングス・ハヴ・チェンジド - Things Have Changed – 5:08

### Disc 3（ツアーエディション）
1. ジョン・ウェズリー・ハーディング - John Wesley Harding - 2:58
2. アイ・スリュー・イット・オール・アウェイ - I Threw It All Away - 2:24
3. ウィグワム - Wigwam - 3:08
4. 川の流れを見つめて - Watching The River Flow - 3:35
5. ジョージ・ジャクソン（アコースティック・バージョン） - George Jackson (Accoustic Version) - 3:40
6. こんな夜に - On A Night Like This - 2:56

## リリース
| 日本でのリリース日付 | レーベル                     | フォーマット | カタログ番号     | 付記                 |
| -------------------- | ---------------------------- | ------------ | ---------------- | -------------------- |
| 2003年5月21日        | ソニー・ミュージック・ハウス | 2CD          | MHCP-30･31       | デジタル・リマスター |
| 2009年7月22日        | ソニー                       | 2Blu-spec CD | SICP-20193･20194 | 完全生産限定盤       |